# Harry Buckwitz
Harry Buckwitz (31 de marzo de 1904 - 28 de diciembre de 1987) fue un actor y director teatral de nacionalidad alemana, conocido principalmente por sus producciones de obras de Bertolt Brecht.

## Biografía

### Actor de teatro y hotelero
Nacido en Múnich, Alemania, hijo de un comerciante, Buckwitz estudió Germanística, Historia del Arte y teatro, estudiando luego interpretación, consiguiendo su primer compromiso con el Teatro de Cámara de Múnich. A partir de 1925 trabajó en diversos teatros Recklinghausen, Bochum, Maguncia, Friburgo de Brisgovia y Augsburgo.
En 1937 Buckwitz fue considerado „medio judío“, por lo que fue excluido del Reichstheaterkammer (Ministerio de las Artes), lo que de hecho equivalía a una prohibición para actuar, por lo cual en lo sucesivo hubo de trabajar en negocios internacionales. Al comienzo de la Segunda Guerra Mundial trabajó como hotelero en el este de África, en el Lago Tanganica, y en 1940 fue internado por un breve tiempo por los Aliados pero, a petición propia, finalmente fue devuelto a su hogar. Desde 1941 Buckwitz fue director del Hotel Savoy en Łódź, y en 1944 se alistó en la Wehrmacht, permaneciendo en filas hasta el final de la guerra.

### Director general en Fráncfort
Finalizada la contienda, en 1946 Buckwitz fue director administrativo del Teatro de Cámara de Múnich, antes de pasar en 1951 a ser director general del Städtische Bühnen de Fráncfort del Meno, en el que contribuyó a una gran respuesta por parte del público. En dicho centro, en 1952 nombró a Georg Solti director musical de la Ópera de Fráncfort. En 1962 Buckwitz fue  vicepresidente de la Deutsche Akademie der Darstellenden Künste (Academia Alemana de las Artes Escénicas); a propuesta suya, la sede de la organización, que estaba en Hamburgo, pasó a estar en Fráncfort del Meno (hasta 2004), y en 1966 Buckwitz fue elegido su presidente.
En su tiempo en Fráncfort, Buckwitz se dedicó especialmente a la puesta en escena de obras de Bertolt Brecht, teniendo un particular éxito El círculo de tiza caucasiano (1955) y Madre Coraje y sus hijos (1958); además, llevó a escena a autores contemporaneous como Friedrich Dürrenmatt, Max Frisch, Rolf Hochhuth, Eugene Ionesco, Arthur Miller, Jean-Paul Sartre y Tennessee Williams, siendo algunas de sus representaciones las primeras llevadas a cabo en Alemania. Con sus programas intentaba a traer a un nuevo público al teatro, llegando a conseguir aforos del noventa por ciento; los críticos de la junta, sin embargo, le acusaron de difundir „propaganda comunista“. Buckwitz también dirigió algunas producciones televisivas sobre obras de Brecht, y en el Ernst Deutsch Theater de Hamburgo puso en escena El círculo de tiza caucasiano y El alma buena de Szechwan. En ambas representaciones Angélique Duvier fue la actriz protagonista.
Tras diversos problemas de salud y disputas económicas con la ciudad de Fráncfort, en enero de 1967 Buckwitz dimitió de su cargo de director general, renunciando a finalizar su contrato en agosto de 1968.

### Director en Zúrich
Desde 1970 a 1977 Buckwitz fue director del Schauspielhaus Zürich. Su nombramiento condujo a una violenta controversia con el periodista Hans Habe, que lo acusó en un artículo del semanario Die Welt de haber sido un seguidor de Adolf Hitler, basándose en Heimkehr: Vertrieben aus deutschem Land in Afrika, escrito publicado en 1940 por el organismo Reichskolonialbund, en el que se mencionaba el nombre de Buckwitz. Buckwitz respondió a las acusaciones, y el consejo de Administración del teatro le dio un voto de confianza y le confirmó en el cargo, el cual ocupó hasta 1977.

### Últimos años
En diciembre de 1977 Buckwitz hizo el papel del Cardenal Luis Concha Córdoba en el telefilm Der Tod des Camilo Torres oder: Die Wirklichkeit hält viel aus (dirigido por Eberhard Itzenplitz). A partir de entonces Buckwitz trabajó como director independiente. 
Harry Buckwitz falleció en Zúrich, Suiza, en 1987. A petición suya, no fue enterrado en su última ciudad de residencia, sino en Fráncfort del Meno. Su amplio patrimonio escrito se conserva en la Academia de las Artes de Berlín.

## Premios
- 1964: Placa Goethe de la ciudad de Fráncfort del Meno

## Literatura
- „Den lieb' ich, der Unmögliches begehrt“. Harry Buckwitz. Schauspieler, Regisseur, Intendant 1904–1987. Hrsg. von der Stiftung Archiv der Akademie der Künste. Parthas, Berlín 1998.
- Harry Buckwitz en  http://tls.theaterwissenschaft.ch, por Ute Kröger}}